# Coal Valley, Illinois
Coal Valley là một làng thuộc quận Rock Island, tiểu bang Illinois, Hoa Kỳ. Năm 2010, dân số của làng này là 3743 người.

## Dân số
Dân số qua các năm:
- Năm 2000: 3606 người.
- Năm 2010: 3743 người.